# Jacek Gembal
Jacek Gembal (ur. 21 lipca 1952) – polski koszykarz, po zakończeniu kariery zawodniczej trener koszykarski, radny powiatu pruszkowskiego, przewodniczący komisji edukacji, kultury i sportu.
Pracował przy nagrywaniu filmu 6 dni strusia, jako konsultant ds. sportowych.

## Osiągnięcia

### Zawodnicze
- Awans do II ligi ze  Zniczem Pruszków (1974, 1983)[2]

### Trenerskie
Zespołowe
- Mistrz Polski (1995)[3]
- Finalista Pucharu Polski (1995, 2001)
- Awans do najwyższej klasy rozgrywkowej z  Mazowszanką Pruszków (1993)

Indywidualne
- Asystent trenera podczas meczu gwiazd PLK (2005)[4]